# Amos (Musiker)

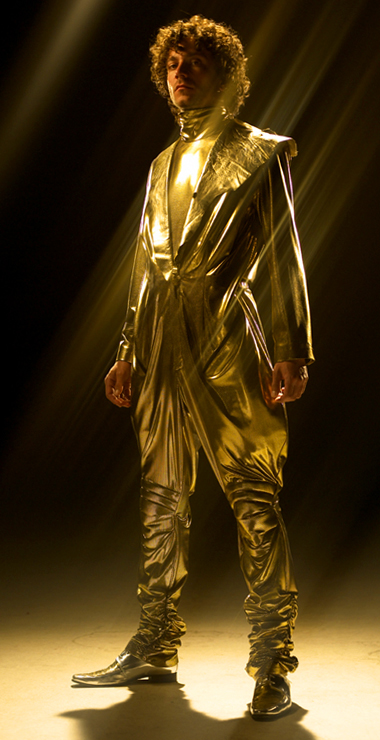
AMOS – The Imperator Of Pop

Amos (* 1976 in Teheran als Amir Sufi-Siavach) ist ein deutscher Pop-Sänger und Produzent iranischer Herkunft. Er lebt in München.

## Musik
Amos wurde 1976 als Sohn eines iranischen Arztes und einer deutschen Künstlerin in Teheran geboren. Mit fünf Jahren beherrschte er die Blockflöte, ein Jahr später begann er, Klavier zu spielen, und nahm über zehn Jahre Unterricht in klassischer Musik. Während dieser Zeit gewann Amos zahlreiche überregionale Wettbewerbe (u. a. Jugend musiziert) und gab viele Konzerte. Seit seinem 15. Lebensjahr spielt er Gitarre. Er gründete mehrere Bands, deren musikalischer Stil von Rockmusik bis Funk reichte. In dieser Zeit begann Amos eigene Songs zu schreiben, zu singen und aufzunehmen. Mit seiner Rockband Trashkids war er über zwei Jahre fester Bestandteil des Supportprogramms für The Bates.
2006 erschien seine erste offizielle Veröffentlichung I Can‘t Stop My Feet als EP. Das dazugehörige Video im Hamansutra-Goldanzug brachte Amos Kultstatus in Social-Network-Communities ein. Das darauf folgende Album Imperator of Pop erschien im Juni 2007 bei Sounds of Subterrania und enthielt zwölf klassisch arrangierte Popsongs.
Im November 2007 verteilte Amos rund um die MTV Europe Music Awards in München 30.000 neongelbe Sticker mit dem Hinweis auf den Gratisdownload seines Songs MTV is Killing Me. Die Aktion wurde in zahlreichen Presse- und Online-Features (Myspace, Vanity Fair, Spiegel, SZ etc.) besprochen. Der Song brachte es zu massenhaften Einsätzen bei kommerziellen Radiosendern sowie Rotationen im Campus Bereich und hat heute Klassikerstatus. Selbst MTV Legende Steve Blame zeigte sich beeindruckt (Offizielles Statement: „How fantastic is that?!“).
Anfang 2008 präsentierte Amos die Kampagne Playback Payback. Alle Teilnehmer, die ihre Lieblingsplatte zerstörten, erhielten ein Amos-Album umsonst. Die Einsendung des Videobeweises genügte. Die Aktion bekam stapelweise Presse- und Online-Features. Amos drehte in diesem Zuge einen unterhaltsamen und erklärenden Kurzfilm mit dem Schauspieler Jörg Rühl.
Der Film lief u. a. auf dem Oberhausener Filmfestival.
Im Sommer 2008 gab Amos ein Konzert im Film Robert Zimmermann wundert sich über die Liebe von Leander Haußmann. Im selben Jahr drehte AMOS mit der Schauspielerin Julia Dietze ein Musikvideo zu seinem Song Bla Bla.
2009 schrieb Amos den Titelsong für den Film City Kill.
Seit 2010 arbeitet Amos mit dem Münchner Produzenten Bartellow als Formation Columbus. Ihre Debüt-EP Love Machine ist im Mai 2010 auf dem österreichischen Label Estrela erschienen.
Ebenfalls 2010 hat Amos mit dem Label Sounds of Subterrania sein Rockalbum Showtime veröffentlicht. Showtime ist zugleich ein internationales Kunst-Projekt. Die Platte erschien auf Vinyl mit zunächst weißem Cover, das von über 400 visuellen Künstlern aus aller Welt bearbeitet wurde. Die Kunstschaffenden leben in München, Berlin, Paris, London, New York, Los Angeles, auf den Philippinen, in Budapest, Rom oder Barcelona. Die Arbeiten entstammen allen kreativen Genres: von Illustration, Produkt- und Modedesign über Urban Street Art bis hin zu Tattoo Art oder Bildender Kunst. Den Verkaufspreis für das Album inkl. Artwork legten die jeweiligen Gestalter selbst fest. Die Unikate werden seit dem 26. August 2010 in einer nur für das Projekt erstellten Online-Galerie ausgestellt und zum Verkauf angeboten. Das Projekt wurde während einer fünfwöchige Tour durch Deutschland und die Schweiz mit Ausstellungen von jeweils ca. 50 Covern und Showtime-Releasekonzerten promotet. Vernissage und Konzert fanden jeweils in derselben Stadt und am selben Abend statt. 2011 wurde die AMOS Showtime mit einem „iF design award“ ausgezeichnet. 2012 war sie für den Designpreis der Bundesrepublik Deutschland nominiert.
2011 trennte sich AMOS von Sounds of Subterrania und gründet sein eigenes Label Mayolove Music. An den Start ging er mit AMOS, COLUMBUS und dem Berliner Künstler WOSIMSKI. Die Single Hubble von COLUMBUS ist die erste Veröffentlichung („release“) auf Mayolove Music und erhält u. a. Besprechungen im Lodown Magazine und in der SPEX. Der Bayerische Rundfunk kürt COLUMBUS im Juni 2011 zur „Bayerischen Band der Woche“.

## Arbeit als Designer
Bis 2007 war Amir Sufi-Siavach geschäftsführender Partner der designliga und arbeitete als Designer und Regisseur für Adidas, Bench, Bayerischer Rundfunk, Cartier, MTV, Universal uvm. Bislang erhielt er sechs Auszeichnungen des iF Industrie Forum Design, drei red dot design awards sowie zwei Nominierungen für den Designpreis der Bundesrepublik Deutschland. Derzeit hält Sufi-Siavach eine Dozentur an der Münchner Privatuniversität Blocherer Schule und ist geschäftsführender Teilhaber der Designagentur Mayolove. Mit seinem Partner Franz Hartung erstellte Sufi-Siavach in den Jahren 2007, 2008 und 2010 das komplette Artwork der DLD-Konferenz von Hubert Burda Media. Weitere Auftraggeber sind Adidas, Belstaff, Deutsche Post AG, Levi’s, Sat.1 und SevenOne Intermedia. 2011 wird die AMOS Showtime mit einem IF Design Award in der Kategorie Advertising | Campaigns ausgezeichnet.

## Diskografie
Alben
- Imperator of Pop (Sounds of Subterrania / 2007)
- Clubmixes feat. Bartellow  (Sounds of Subterrania / 2008)
- Showtime (Sounds of Subterrania / 2010)

Singles
- I Can‘t Stop My Feet (Sounds of Subterrania / 2006)
- MTV is Killing Me  DL (2007)
- Bla Bla  (2008)
- City Kill (2009)
- XXXmas  (Sounds of Subterrania / 2009)

Compilation
- Bite it!! – Track: Number One (Sounds of Subterrania / 2006)
- Robert Zimmermann wundert sich über die Liebe – Track: I Can‘t Stop My Feet  (Universal / 2008)

Gastauftritte
- 2005: Sepalot (Album: Fraud) – Highway to Hell, Livewire
- 2007: Blumentopf (Album: Musikmaschine) – Du sagst mir
- 2010: Love Machine (Columbus)
- 2011: Hubble (Columbus)